# Palomar-Observatorium
Koordinaten: 33° 21′ 23″ N, 116° 51′ 54″ W

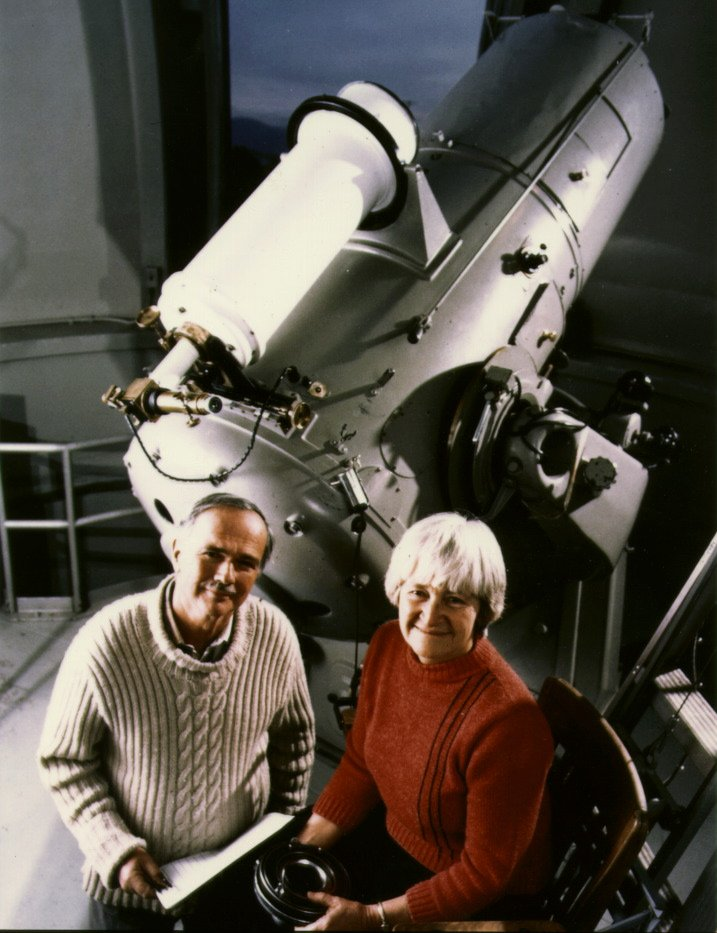
Eugene und Carolyn Shoemaker am 46-cm-Schmidt-Teleskop (1994)

Das Palomar-Observatorium ist eine große Sternwarte der USA, die vor allem durch das 5-Meter-Spiegelteleskop, das Hale-Teleskop, bekannt ist. Es war etwa 30 Jahre lang das größte Teleskop der Welt.
Es befindet sich auf dem Gipfel des 1706 Meter hohen Palomar Mountain etwa 80 Kilometer nordöstlich von San Diego. Heute gehört das Observatorium zum Caltech, dem California Institute of Technology.
Neben dem Hale-Teleskop und dem Oschin-Schmidt-Teleskop beherbergt das Palomar-Observatorium auch noch ein weiteres Spiegelteleskop mit einem Hauptspiegel von 1,5 Meter Durchmesser. Das erste installierte Schmidt-Teleskop (1936) mit einer Öffnung von 18 Zoll bzw. 46 Zentimetern wurde in der Mitte der 1990er Jahre außer Betrieb genommen.
Der Berg Palomar Mountain wird im deutschen Sprachgebrauch häufig auch als Mount Palomar bezeichnet.

## Hale-Teleskop

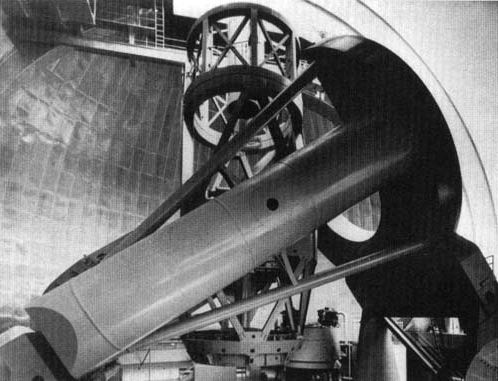
Der 5-Meter-Spiegel am Mount Palomar

Das größte Teleskop des Palomar-Observatorium ist das Hale-Teleskop, welches von 1947 bis 1975 auch das größte Fernrohr der Welt war. Es ist ein Spiegelteleskop und besitzt einen Hauptspiegel mit einem Durchmesser von 5,08 Meter (200 Zoll). Es erhielt seinen Namen zu Ehren des 1938 verstorbenen George Ellery Hale. Hale hatte mit Geldern der Carnegie Institution for Science den Bau der 60- und 100-Zoll-Teleskope auf dem Mount Wilson initiiert, die 1908 bzw. 1917 fertiggestellt wurden.  
Mit diesen Teleskopen konnte Harlow Shapley zeigen, dass die Sonne nicht im Zentrum der Milchstraße lag. Edwin Hubble bestätigte dort die bis dahin noch umstrittene Existenz ferner Galaxien außerhalb unserer Milchstraße und fand erste Hinweise auf die Expansion unseres Universums. Hale überzeugte im Jahr 1928 den Präsidenten der Rockefeller-Stiftung vom Bau eines noch größeren 200-Zoll-Spiegelteleskops, dessen Standortwahl wegen der zunehmenden „Lichtverschmutzung“ in Los Angeles in den 1930er Jahren auf den 192 Kilometer von Pasadena entfernten Mount Palomar fiel. Die Leitung wurde dem Caltech in Pasadena übertragen und nicht, wie bei den Mt.-Wilson-Observatorien, der Carnegie Institution.  
Der Bau des Teleskops dauerte über 15 Jahre. Der Rohspiegel wurde in den Glaswerken Corning in New York aus Pyrex-Glas hergestellt, das gegen Längenänderungen aufgrund von Temperaturwechseln unempfindlicher ist. Allein zum vorsichtigen Abkühlen nach dem Guss benötigte man acht Monate. Das Gehäuse des Sekundärspiegels ist so groß, dass für spezielle Aufgaben beim Messen und Justieren der Astronom darin sitzen kann. Das insgesamt über 400 Tonnen schwere Teleskop ist in einer 1000 Tonnen schweren Kuppel von 42 Meter Durchmesser und 41 Meter Höhe untergebracht, die 1936 fertiggestellt wurde. Der Rohspiegel wurde 1936 nach Pasadena transportiert und dort in den optischen Laboratorien des Caltech von 1936 bis 1947, unterbrochen durch die Kriegsjahre, auf Paraboloid-Form geschliffen. Für den Transport des 20 Tonnen schweren 5-Meter-Spiegels von Pasadena nach Palomar, der am 12. November 1947 erfolgte, wurde ein eigenes Fahrzeug samt Straße gebaut. Am 3. Juni 1948 wurde das Teleskop eingeweiht, sah aber erst am 26. Januar 1949 „First Light“ (unter Hubble selbst). 
Ende 1949 wurde der Vollzeit-Betrieb durch Astronomen des Caltech und der Carnegie Institution eröffnet. Ab 1970 wurden das Palomar und das Wilson Observatorium, trotz der unterschiedlichen wissenschaftlichen Leitungen, zu Ehren ihres Gründers gemeinsam als Hale Observatorien betrieben, ehe im Jahr 1980 auch die Verwaltung voneinander getrennt wurde.
Den Rang als weltweit größtes Teleskop „verlor“ es nach 30 Jahren an das 6-Meter-Spiegelteleskop BTA-6 des Selentschuk-Observatoriums im Kaukasus, doch ist das Hale-Teleskop weiterhin das größte Teleskop mit äquatorialer Montierung. Die Platzierung als zweitgrößtes Teleskop hielt es noch bis zur Installation des ersten Keck-Teleskops 1993.

## Oschin-Schmidt-Teleskop

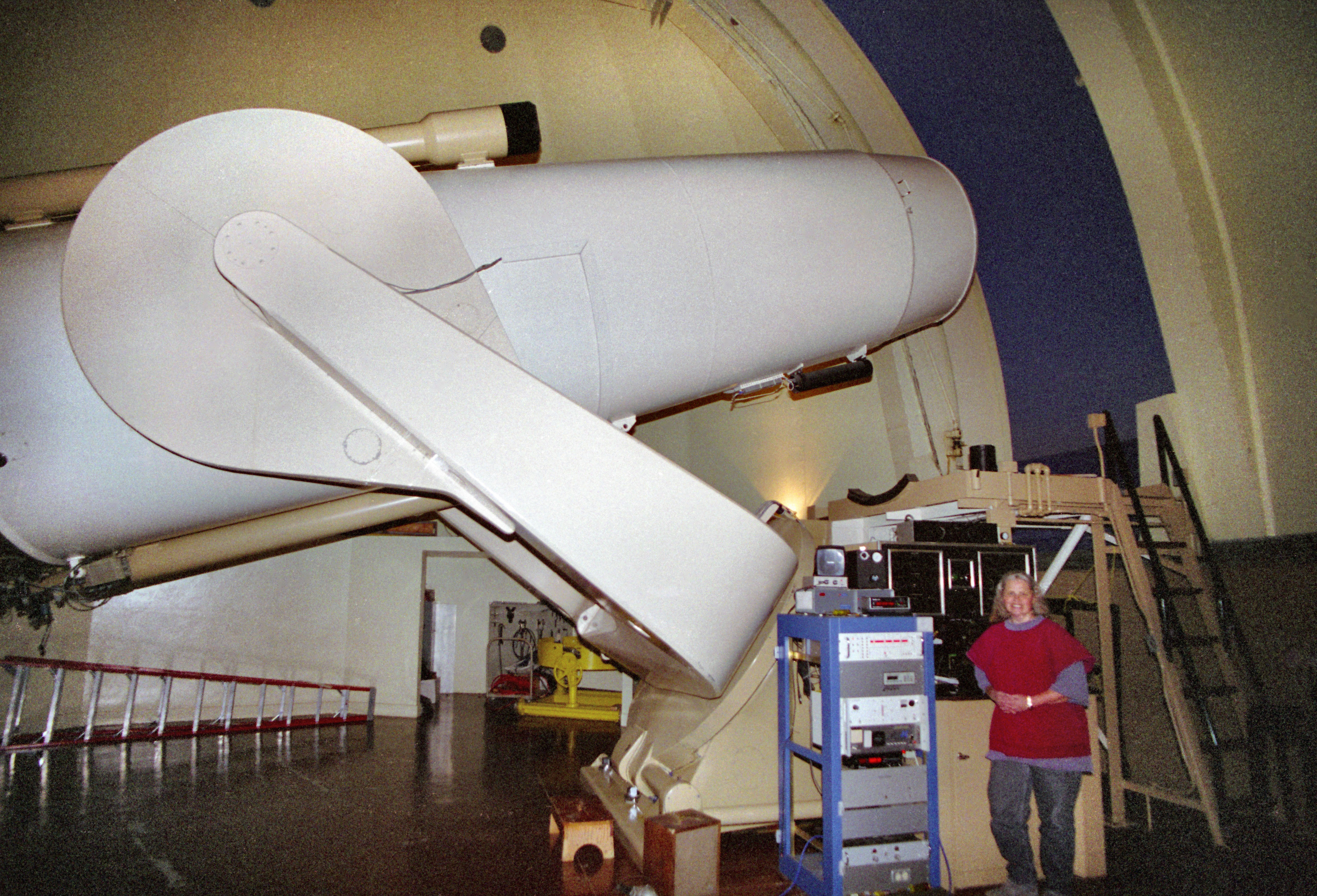
Oschin-Schmidt-Teleskop

Auf der Palomar-Sternwarte befindet sich auch das berühmte Oschin-Schmidt-Teleskop (auch Big-Schmidt genannt, die Benennung nach Samuel Oschin erfolgte 1987) mit 122 cm Öffnung (48 Zoll) und 183 cm Spiegeldurchmesser, das Sichtfeld beträgt 36 Quadratgrad. Mit diesem Schmidt-Teleskop wurde in den 1950ern der Palomar Observatory Sky Survey aufgenommen (ab 1985 erfolgte eine weitere digitale Durchmusterung). Er ist bis heute eine erstklassige Fundquelle für ferne Galaxien oder wenn nach dem Vorgängerstern einer Nova oder Supernova in einer „näheren“ Galaxie gesucht wird. Auch neuentdeckte Asteroiden werden oft auf archivierten Fotoplatten des Oschin-Schmidt-Teleskops gefunden, die um Jahre oder Jahrzehnte früher aufgenommen wurden, was erheblich genauere Bahnbestimmungen ermöglicht. Das Teleskop wurde 1948 in Betrieb genommen (First Light). Das Teleskop diente mit einem weiteren 18-Zoll-Schmidt-Teleskop (in Betrieb ab 1936) auch dazu, Himmelsbereiche nach interessanten Zielobjekten für das große 200-Zoll-Teleskop des Palomar abzusuchen.
Im Jahre 2003 wurde das Oschin-Schmidt-Teleskop mit der sogenannten QUEST-Kamera ausgestattet, die aus insgesamt 112 CCD-Chips zusammengesetzt ist und eine Auflösung von 161 Megapixel hat. Mit diesem Instrument gelang unter anderem die Entdeckung des Zwergplaneten Eris. 
An dem Teleskop war das Palomar Transient Factory (2009–2017) eingerichtet und danach wurde das Zwicky Transient Facility aufgebaut.

## Palomar-Testbed-Interferometer

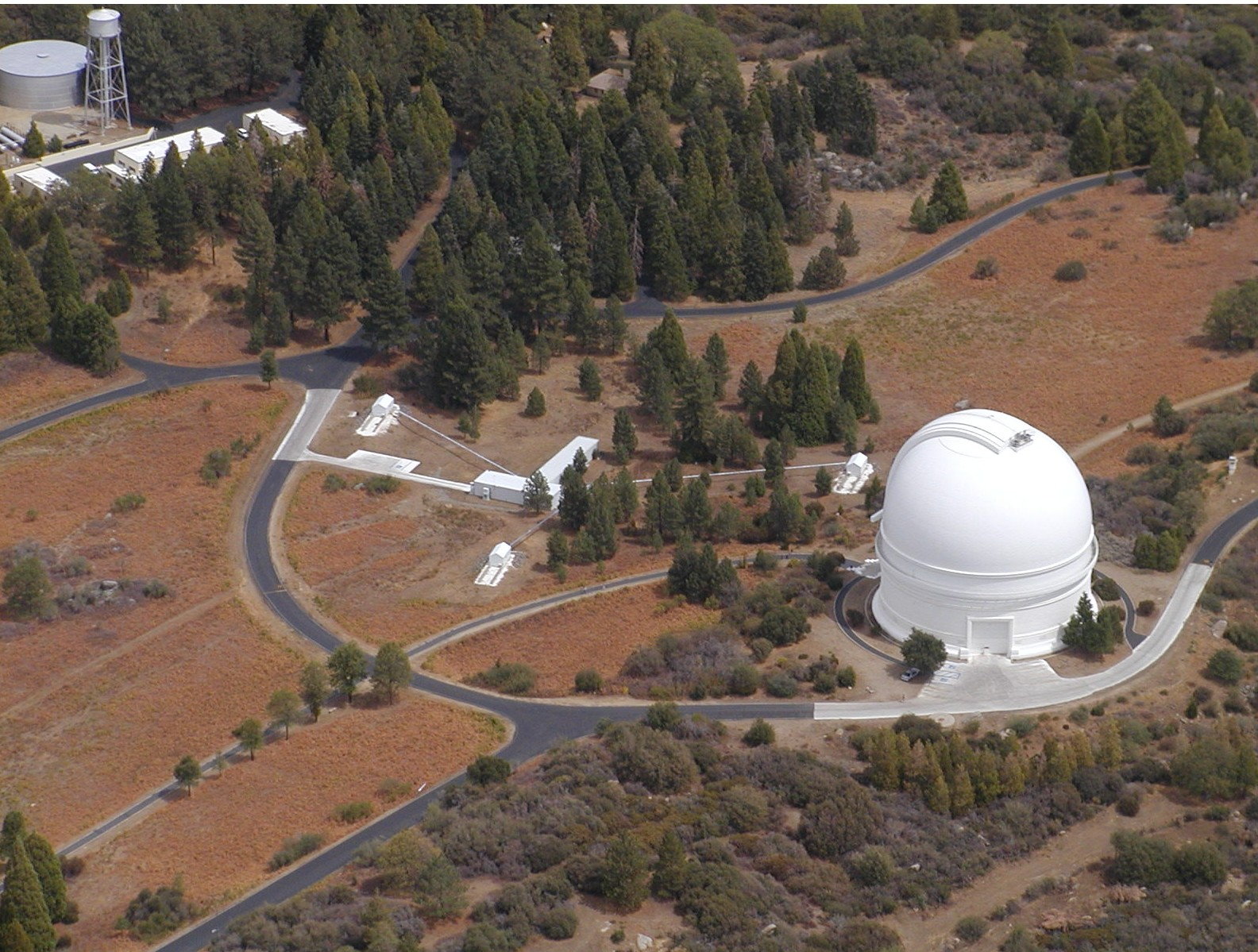
Das Palomar-Testbed-Interferometer auf dem Gipfel des Palomar Mountain, in Nachbarschaft zu der weißen Kuppel des 200-Zoll-Hale-Teleskops

Das Palomar Testbed Interferometer ist ein astronomisches Interferometer zur Beobachtung im nahen infraroten Spektralbereich. Es dient als Versuchsanlage zur Entwicklung von interferometrischen Beobachtungstechniken, die später am Keck-Observatorium eingesetzt werden sollen. Erste Untersuchungen begannen 1995, der volle wissenschaftliche Betrieb startete 1998. Untersucht wurden u. a. hochpräzise Astrometrie sowie Masse-, Form- und Durchmesserbestimmung von Sternen. Beispielsweise gelang es zu zeigen, dass der Stern Altair durch seine hohe Rotationsrate an den Polen abgeflacht ist.
Die hohe Präzision wurde durch ein Dual-Star-System erreicht, mit dem die Beobachtung zweier Sterne möglich ist. Damit gelingt es, atmosphärische Einflüsse, das Seeing, zu eliminieren.